# Cirriphyllum cirrosum
Cirriphyllum cirrosum là một loài Rêu trong họ Brachytheciaceae. Loài này được (Schwägr.) Grout mô tả khoa học đầu tiên năm 1898.